# 成蹊大学
成蹊大学（せいけいだいがく、英語: Seikei University）は、東京都武蔵野市吉祥寺北町三丁目3番1号に本部を置く日本の私立大学。1925年創立、1949年大学設置。大学の略称は成蹊（せいけい）。

## 概観

### 大学全体
明治、大正期の教育者・中村春二が、岩崎小弥太と今村繁三の協力を得て創設した私塾「成蹊園」が母体となっており、その後、成蹊実務学校、旧制成蹊高等学校を経て1949年（昭和24年）に新制大学となる。第二次世界大戦前は三菱財閥との繋がりが非常に強く、運営費用の大部分は三菱からの寄付で賄われていた。また1917年（大正6年）開設の成蹊実業専門学校は三菱合資会社の要請によるものであり、実業界、特に三菱での中核となる人材の育成を目的としていた。戦後は小弥太の死や財閥解体をうけて繋がりは弱まったものの、現在でも理事長以下、理事に三菱グループ各社の役員が名を連ねており、三菱グループが大学の経営に深く関わっている。成蹊学園初代理事長・岩崎小弥太以来、三菱金曜会のトップが成蹊学園理事長を務めており、現理事長には佃和夫に代わり、小林健（三菱商事会長）が就任している。
卒業生として石田衣良・井上荒野・桐野夏生・小池真理子などの直木賞・芥川賞作家を輩出している。
良家の子弟が多いとされるが、開塾当初は「俊才でありながら貧窮家庭である者」を塾生に選び、支援する事を理念としていた。その教育が評判となるにつれ、良家や名家からの入塾希望も相次ぐようになったという経緯がある。
大阪成蹊大学やびわこ成蹊スポーツ大学を運営する学校法人大阪成蹊学園とは、学園名（「成蹊」）の由来が同じというだけで、一切無関係である。

### 成蹊の名の由来
- 桃李不言下自成蹊

「成蹊」の名は、司馬遷が「史記」（李将軍列伝）で引用した諺「桃李不言下自成蹊」に由来する。意味は、「桃や李（すもも）は、口に出してものを言うわけではないが、美しい花やおいしい実があるから、その下には自然と人が集まって来て、そこに小道（蹊）ができる。つまり、桃や李は、人格のある人のたとえで、そういう徳のある人には、その徳を慕って人々が集まってくる。」ということ。

### 成蹊と三菱の関係

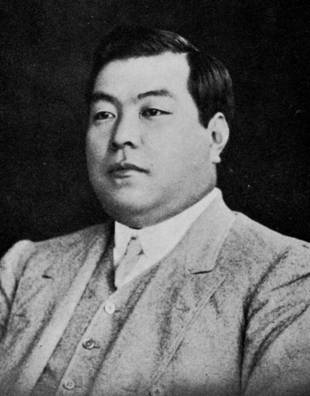
成蹊学園創設に寄与した
三菱財閥4代目総帥・岩崎小弥太
（成蹊学園初代理事長）

- 成蹊学園初代理事長・岩崎小弥太以来、三菱金曜会のトップが成蹊学園の理事長を務めている。
- 創立者中村春二は三菱と直接関係はないが、中村春二を支援し、成蹊学園創立に賛助員として尽力し、約24年間成蹊学園の理事長を務めたのが三菱財閥4代目総帥の岩崎小弥太であるため、三菱との関係が生まれた。ただし、三菱グループに所属しているわけではない。
- 岩崎小弥太の支援は、資金だけではなく社会への橋渡しもあった。三菱は多くの成蹊卒業生を積極的に受け入れ、卒業生は三菱財閥の発展に寄与した。中村春二にあてた書状に「本年度卒業生採用の件、ほぼ決定の運びと相成り候ところ…その中の一、二名は三菱以外の会社にて採用する方が学校の将来の為に良からんと判断、郵便会社に一名、横浜正金銀行に一名採用の交渉致すことと致し候…」とある[1]。
- 岩崎小弥太は、現在のキャンパスである吉祥寺に約1万坪の農園「岩崎農園」や「清風荘」という数奇屋づくりの別荘を所有していたため、この農園に隣接した約8万坪の広大な土地を購入し、1938年に成蹊学園に寄贈した。8万坪は現在の成蹊学園のキャンパスと同等の広さのため、今の広大なキャンパスがあるのは岩崎小弥太の尽力が大きいことがわかる。1939年、敷地の西側に岩崎小弥太元理事長の鎌倉の別荘の正門が移築され、この門は成蹊学園内に現存している。
- 1943年、当時の学園理事長だった岩崎小弥太は、岩崎家のゴルフ場であった元箱根の土地6.3万坪を成蹊学園に寄贈し、現在は成蹊学園箱根寮となっている。
- 1944年6月、トラスコン（当時の屋内運動場）内に「三菱電機成蹊工場」が開設し、勤労動員された旧制高校の生徒達は授業を半ばに深夜までレシーバーの組立て作業に汗を流した[2]。現在は、内装を一新し、カフェテリアやコンビニ等がある憩いの場に用途を変え、「トラスコンガーデン」として現存している。
- 2007年4月から、成蹊大学・成蹊高校の留学制度を利用して海外に留学する学生の中から、成績が優秀であり、高い留学成果を期待できる派遣留学生を対象とした「成蹊学園三菱留学生奨学金」を導入している。

#### 歴代理事長
| 任期                    | 氏名       | 主な役職                  |
| ----------------------- | ---------- | ------------------------- |
| 1925年11月 - 1945年12月 | 岩崎小弥太 | 三菱財閥4代目総帥         |
| 1945年12月 - 1947年02月 | 山室宗文   | 1946年1月まで理事長職代行 |
| 1947年02月 - 1964年06月 | 石黒俊夫   | 三菱地所会長              |
| 1964年06月 - 1964年09月 | 岡野保次郎 | 理事長職代行              |
| 1964年09月 - 1978年04月 | 小笠原光雄 | 三菱銀行頭取              |
| 1978年04月 - 1992年12月 | 古賀繁一   | 三菱重工業社長・会長      |
| 1992年12月 - 1993年02月 | 三橋啓了   | 理事長職代行              |
| 1993年02月 - 2002年02月 | 飯田庸太郎 | 三菱重工業社長・会長      |
| 2002年02月 - 2009年03月 | 岸暁       | 東京三菱銀行頭取・会長    |
| 2009年03月 - 2021年03月 | 佃和夫     | 三菱重工業社長・会長      |
| 2021年04月 - 現在       | 小林健     | 三菱商事16代目社長・会長  |

### 建学の精神（校訓・理念・学是）

#### 教育理念
「個性を持った自立的な人間の創造」
個性尊重、品性の陶冶、勤労の実践

#### 教育目標
- 多様性を受け入れる豊かな感性と人間性を培う
- 生涯学び続けるための自力学習の基礎をかためる
- 国際舞台でリーダーシップを発揮できる能力を涵養する

### 成蹊教養カリキュラム
2010年度より、文理の枠を越えた幅広い教養と確かな英語力の修得を目指す、全学部共通の教養教育「成蹊教養カリキュラム」を導入した。特色は、以下の通りである。
- 社会で使える英語力を身につけるため、すべての学部で英語を必修科目としており、TOEIC・TOEFL受験が必須となっている。
- 社会で求められる水準の教養を身につけるため、理系・文系にかかわらず幅広い分野の知識を修得する。これにより、多角的な視点と柔軟な思考力を身につける。
- 社会人として必要な他者を理解する力、自己表現力などコミュニケーションスキルを身につけるため、ゼミ形式の双方向対話型の授業を1年次の必修としている。また、日本語力科目があり、確実な文章表現力を養う。
- コア科目と発展科目により、学生の興味や関心に応じて履修でき、段階的な学習が可能となっている。

### 丸の内ビジネス研修（MBT）
2013年春より、3年生及び大学院1年生を対象に、ビジネスの中心地である丸の内を舞台とした産学連携によるキャリア教育プロジェクト「丸の内ビジネス研修（MBT: Marunouchi Business Training）」を実施している。自ら課題を発見し、解決できる人材の育成を目的として掲げ、半年を超える期間をかけて行う新しい形の人材育成プログラムとなっている。協力企業での1、2週間のインターンシップ実習や、企業担当者の指導のもと、課題に取り組み、討論や発表を行う。

協力企業は、成蹊と縁の深い三菱グループの企業が中心となっている。2013年度は21社、2014年度は23社がプログラムに参加している。業界は多岐にわたっており、金融や商社・不動産・重工業・鉄鋼・非鉄・自動車などいずれも大手企業で、三菱UFJフィナンシャル・グループや三菱商事、三菱電機、三菱地所など多数。
全学的な公募プログラムであり、3月に募集を開始し、4月上旬の1次（書類）選考と2次（面接）選考を経て、4月中旬から研修を始める。2014年度は3年生・修士1年生約200人の応募があり、合格したのは35人で、倍率は約6倍となっている。

詳しくは、丸の内ビジネス研修（MBT） を参照。

## 沿革

### 略歴
日露戦争が近づくなか、母校の中学校で教鞭をとっていた中村春二は、日本の教育が人間の個性を無視した画一的教育に陥っている現実に直面する。また当時は資本主義の発展により貧富の差が拡大しており、高等教育に進めるのは有産階級の子弟ばかりであった。この現状を憂えた中村は、貧窮家庭の俊才を集め、自由な立場での真の人間教育を行うため、1906年（明治39年）、自宅に私塾「成蹊園」を開設した。塾生わずか3人であった。一方、ケンブリッジ大学で英国教育に触れ、個性と自由を尊重した教育の重要性を痛感していた岩崎小弥太と今村繁三は、中村の理想に共鳴し、有形無形の援助を行うようになる。
社会主義者による大逆事件が起こり、資本家の間に窮民救済の動きが活発になるなか、中村は恵まれぬ家庭の子を対象にした無月謝の学校を作る事こそ本道であると主張した。岩崎と今村の援助を得て、1912年（明治45年）、池袋に成蹊実務学校を開設した。無月謝、全寮制、少人数制を特色とし、中村は恵まれぬ境遇の子弟に進学の道を開き、英才教育を施す事によって埋もれた人材を発掘しようとした。1914年（大正3年）に（旧制）成蹊中学校を開設した。その後成蹊小学校、成蹊女学校、成蹊実業専門学校を開設し、1919年（大正8年）に財団法人成蹊学園が設立された。1924年（大正13年）に中村が死去した。岩崎と今村が遺志を継ぎ、学園運営に尽力する。池袋から吉祥寺に移転し、1925年（大正14年）、英国パブリックスクールに範を取った（旧制）成蹊高等学校を開設した。戦後の学制改革を経て、（新制）成蹊中学校、成蹊高等学校が誕生し、1949年（昭和24年）、成蹊大学が開学した。
成蹊学園は、中村春二が私塾を開いた1906年ではなく、池袋に成蹊として初めての学校となる成蹊実務学校の設立を創立の起点としている。そのため、2012年をもって創立100周年と数えている。学園創立の淵源は6年前の1906年、東京市本郷区西片町に設立した私塾となる。

### 年表
| 年表   | 沿革 |
| ------ | --- |
| 1906年 | 中村春二、東京市本郷区西片町の自宅に学生塾を開設（1907年に成蹊園と命名し、1919年まで） |
| 1912年 | 成蹊実務学校を池袋に創立（1927年まで）、現在の豊島区立元池袋史跡公園にその碑がある |
| 1914年 | 旧制成蹊中学校を池袋に創設（1929年まで） |
| 1915年 | 成蹊小学校を池袋に創設 |
| 1917年 | 成蹊実業専門学校を池袋に創設（1925年まで） 成蹊女学校を目白に創設（1921年まで） |
| 1919年 | 初等教育・高等普通教育・専門教育を目的とする「財団法人成蹊学園」を設立 |
| 1921年 | 成蹊高等女学校創設（1956年まで） |
| 1924年 | 創立者・中村春二死去（2月21日）享年46 小学校・中学校・実務学校・実業専門学校を池袋から吉祥寺へ移転 新校舎「本館」完成（現在の成蹊学園本館）                                                                      |
| 1925年 | 旧制成蹊高等学校創設、旧制高等学校では数少ない七年制を採用する（1950年まで） |
| 1927年 | 校歌「成蹊の歌」制定（志田義秀 作詞、信時潔 作曲） |
| 1937年 | 学園各校卒業生が同窓会「成蹊会」結成 |
| 1942年 | 現・成蹊気象観測所が、東京管区気象台より「吉祥寺観測所」の名称で補助観測所に指定（1976年まで） |
| 1945年 | 初代理事長・岩崎小弥太死去（12月2日）享年67 |
| 1947年 | 新制成蹊中学校創設 |
| 1948年 | 新制成蹊高等学校創設 |
| 1949年 | 学制改革に伴い、旧制成蹊高等学校を改組して成蹊大学創設（政治経済学部を設置） |
| 1950年 | 東京四大学（成蹊大学、学習院大学、成城大学、武蔵大学）の、対抗運動競技大会開始。 |
| 1951年 | 財団法人成蹊学園を「学校法人成蹊学園」に改組 現・成蹊気象観測所が中央気象台からモデル気象観測所に認定 |
| 1952年 | 政治経済学部に医歯学進学課程（プレメディカルコース）を設置（1964年に廃止） |
| 1956年 | 学園創設に寄与した今村繁三死去（4月19日）享年80 |
| 1959年 | 成蹊気象観測所設置 |
| 1962年 | 大学工学部を設置 |
| 1965年 | 大学文学部を設置 |
| 1966年 | 大学院工学研究科を設置 |
| 1968年 | 政治経済学部を改組し、経済学部および法学部を設置 |
| 1970年 | 大学院経済学研究科、法学研究科を設置 |
| 1971年 | 成蹊学園欅並木が武蔵野市の文化財（天然記念物）に指定 大学院文学研究科を設置 |
| 1972年 | 大学院経営学研究科を設置 大学院法学研究科を法学政治学研究科と改称 |
| 1978年 | 学園祭「成蹊桜祭」開始 |
| 1981年 | 大学情報処理センター（2002年まで）、アジア太平洋研究センターを設置 |
| 1982年 | 成蹊学園欅並木が都民の日制定30周年記念として「新東京百景」に選ばれる |
| 1988年 | 学園史料館設置 |
| 1993年 | 国際交流センターを設置 |
| 1996年 | 成蹊学園欅並木が環境庁（現・環境省）の残したい「日本の音風景100選」に認定 |
| 1999年 | 学園情報センター設置（2002年、大学情報処理センターを統合） |
| 2000年 | 文学部文化学科を改組し、文学部国際文化学科と文学部現代社会学科を設置 |
| 2001年 | 工学部経営工学科を工学部経営・情報工学科に改称 |
| 2002年 | 理工学部実験実習棟（大学14号館）が完成 |
| 2004年 | 大学院法務研究科（法科大学院）を設置 経済学部経済学科と経済学部経営学科を統合し、経済学部経済経営学科を設置 国際交流センターを改組し、国際教育センターを設置                                                     |
| 2005年 | 工学部機械工学科、電気電子工学科、応用化学科、経営・情報工学科、物理情報工学科の工学部5学科を理工学部3学科に改組し、 理工学部物質生命理工学科、情報科学科、エレクトロメカニクス学科を設置                        |
| 2006年 | 「情報図書館（インテリジェント・ライブラリー）」という新機軸の位置づけによる大学図書館が開館 |
| 2007年 | 大学院経済学研究科と経営学研究科を統合し、大学院経済経営研究科を設置 成蹊学園三菱留学生奨学基金創設 大学1・2号館改修                                                                                             |
| 2009年 | 大学院工学研究科を改組し、理工学研究科を設置 成蹊学園本館を改修、400m競技場・ラグビー場を人工芝の全天候対応トラックに改修（けやきグラウンドと命名）                                                              |
| 2010年 | 大学に「成蹊教養カリキュラム」を導入 学園情報センターを改組し、情報センター設置 |
| 2012年 | 理工学部エレクトロメカニクス学科を理工学部システムデザイン学科に名称変更 成蹊学園創立100周年 |
| 2014年 | 大学新6号館が完成 学生会館を改修 |
| 2019年 | 文学部英米文学科を文学部英語英米文学科に改称 |
| 2020年 | 経済学部経済経営学科を2学部3学科に改組し、経済学部経済数理学科、経済学部現代経済学科、経営学部総合経営学科を設置 副専攻制度スタート                                                                              |
| 2022年 | 理工学部物質生命理工学科、情報科学科、システムデザイン学科の理工学部3学科を理工学部1学科5専攻に改組し、 理工学部理工学科データ数理専攻、コンピュータ科学専攻、機械システム専攻、電気電子専攻、応用化学専攻を設置 |
| 2024年 | 理工学部エリア（大学11号館・12号館・13号館)を再開発し、大学新11号館が完成 |
| 2026年 | 国際共創学部国際共創学科（国際日本学専攻、環境サステナビリティ学専攻）を設置 |

### 象徴
- 校歌は旧制成蹊高校時代の昭和2年に作られた「成蹊の歌」（作詞：志田義秀・作曲：信時潔）で、現在まで歌い継がれている。
- スクールカラーは1939年に作られた校旗の地色から紺青色としている。
- 校章は漢字の「成蹊」に桃の実と葉をデザインしたもの。中村春二が帽子の徽章として考案したものが元となっている。2001年頃に制定された学園全体のロゴマークは「ピンクと緑色」（桃を表現）の背景に、ローマ字の「SEIKEI」を組み合わせたもの。特別にデザイナーが考案した。
- 校章やロゴマークとは別にピーチくんという隠れマスコットがいる。桃に顔と手足がついたキャラクターで、学生部作成のスケジュール帳や資料にしばしば登場した。ただし、2006年度のスケジュール帳では姿を消した。類型に「ピーチマン（マントで空を飛ぶ）」「ピーチちゃん（リボン付き）」「ピーチどん（ひげを生やしている）」などがいる。また，「もも吉」という名のWebベースのeラーニングシステムがあり，桃の鉢巻きを締めた猿がマスコットになっている．
- 正門から入り正面に見える本館は成蹊学園が1925年に吉祥寺に移転した時に建てられたもので、成蹊大学を象徴する建物となっている。かつては現在の情報図書館（坂茂設計）の位置に、本館と同時に建てられた1号館があったが、老朽化のため2004年に取り壊された。

## 教育および研究

### 組織

#### 学部
- 経済学部
  - 経済数理学科
  - 現代経済学科
- 経営学部
  - 総合経営学科
- 法学部
  - 法律学科
  - 政治学科
- 文学部
  - 英語英米文学科
  - 日本文学科
  - 国際文化学科
  - 現代社会学科

※日本語教員養成コース、芸術文化行政コースが2020年4月に開設され、文学部の学生はどの学科でも履修可能。
- 理工学部
  - 理工学科
    - データ数理専攻
    - コンピュータ科学専攻
    - 機械システム専攻
    - 電気電子専攻
    - 応用化学専攻
- 国際共創学部
  - 国際共創学科
    - 国際日本学専攻
    - 環境サステナビリティ学専攻

#### 副専攻
2020年4月から副専攻制度がスタートし、所属学科の専門分野以外に自分の興味・関心がある分野を学習できる（名称や科目名等は計画中で、変更の場合もあり）。
- 歴史文化学副専攻
- 哲学思想副専攻
- 地理環境学副専攻
- 社会福祉副専攻
- 公共政策副専攻
- 言語文化副専攻（ドイツ語、フランス語、スペイン語、中国語、韓国語）
- グローバル・コミュニケーション副専攻
- 国際関係副専攻
- 経済学副専攻
- 経営学副専攻
- 法律学副専攻
- 政治学副専攻
- 文学副専攻
- 心理学副専攻
- 科学コミュニケーション副専攻
- 総合IT副専攻

#### 研究科
- 経済経営研究科（博士前期課程・後期課程）
  - 経済学専攻
    - 前期課程のコース
      - 経済・マネジメントコース
      - 研究者養成コース

  - 経営学専攻
    - 前期課程のコース
      - 経済・マネジメントコース
      - 研究者養成コース
- 法学政治学研究科（博士前期課程・後期課程）
  - 法律学専攻
  - 政治学専攻
- 文学研究科（博士前期課程・後期課程）
  - 英米文学専攻
    - 前期課程のコース
      - 研究コース
      - 総合コース
      - 英語教育コース

  - 日本文学専攻
    - 前期課程のコース
      - 研究コース
      - 総合コース

  - 社会文化論専攻
    - 前期課程のコース
      - 研究コース
      - 総合コース
- 理工学研究科（博士前期課程・後期課程）
  - 理工学専攻
    - 物質生命コース
    - 情報科学コース
    - システムデザインコース
- 法務研究科（法科大学院）
  - 法務専攻
未修者のみ4年または5年での修了を認める長期履修制度がある。社会人のために全国でも数少ない夜間コースを併設しており、平日の夜間と土曜日に科目を配し、平日の夜間の授業には、サテライトオフィス（東京・丸の内）でオンライン受講できる科目もあるほか、夏期休業期間中に集中講義も実施している。

#### 附属機関

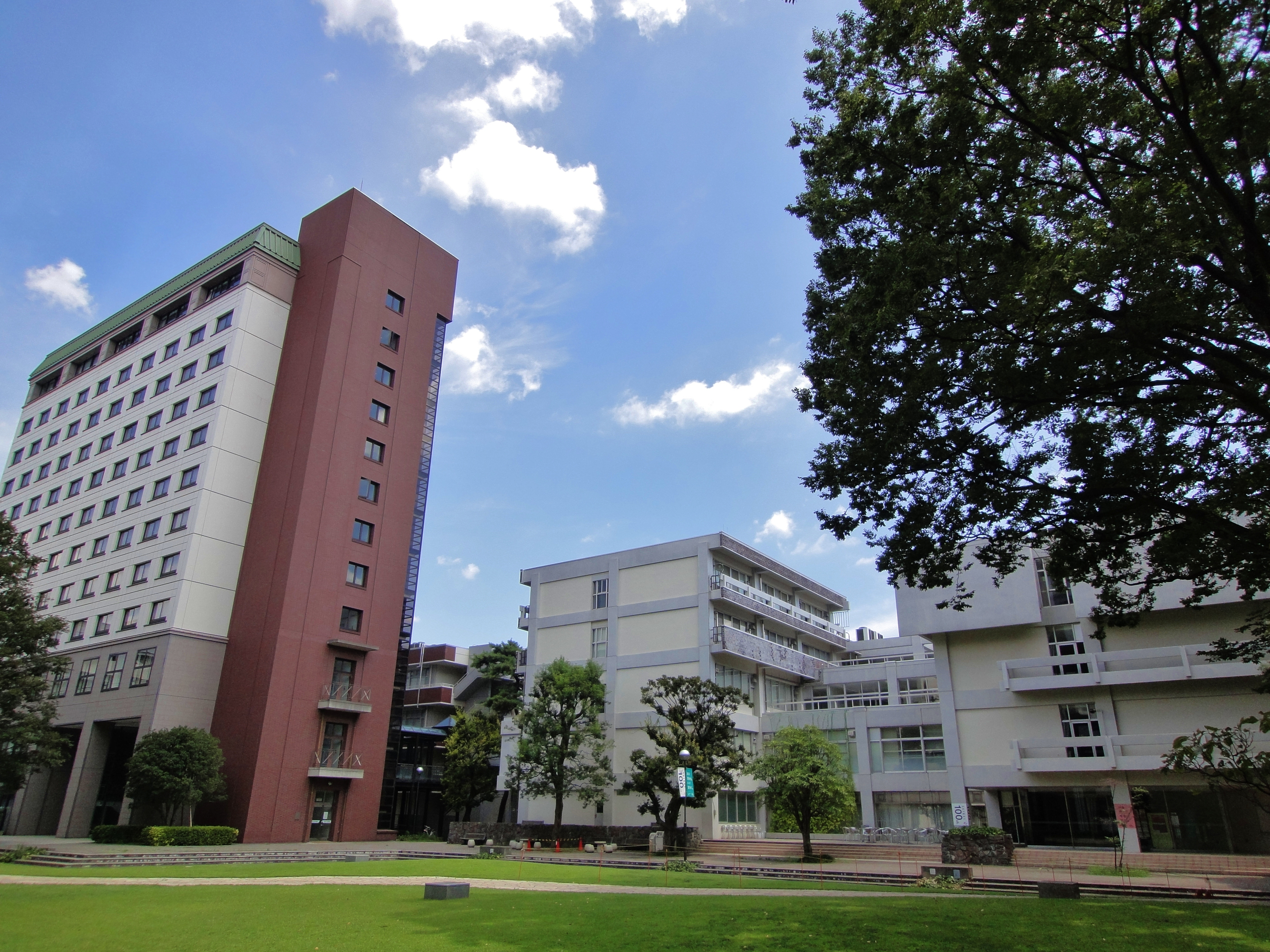
1・2号館（右）と10号館（左）

※学部・研究科・別科・専攻科・（短期大学部）などの教育を行っている組織外の研究所、センター、大学博物館などは、ここでまとめる。
- 成蹊大学図書館
- 成蹊学園サステナビリティ教育研究センター（ESDセンター）
- 成蹊大学Society 5.0研究所
- 成蹊大学高等教育開発・支援センター
- 成蹊大学アジア太平洋研究センター
- 成蹊学園国際教育センター
- 成蹊大学キャリア支援センター
- 成蹊大学理工学研究所
- 成蹊大学ボランティア支援センター

### 研究

#### 私立大学学術研究高度化推進事業
ハイテク・リサーチ・センター整備事業
- 平成16年度・工学研究科
1.人にやさしい次世代無機材料の開発と評価
2.人にやさしい次世代有機・バイオ材料の開発と評価
3.人にやさしい次世代生活サポートシステムの開発と評価

#### 私立大学戦略的研究基盤形成支援事業
- 平成20年度・理工学部
  - 人と環境に優しい統合化された社会システム研究基盤整備
「人と環境に優しい調和した統合化環境制御システムの構築-ユビキタス環境構築による環境問題ソリューション-」

#### 科学技術振興機構（JST）戦略的創造研究推進事業
- 平成26年度・理工学部
  - 新規アンモニア電解合成システムの基盤技術の構築

#### 経済産業省採択
- 平成26年度・化学物質管理分野における科学的知見の充実に向けた調査
  - 消費者製品からの準揮発性有機化合物の放散量測定法の開発と個人暴露量推定に関する研究

### 教育
- 文部科学省　現代的教育ニーズ取組支援プログラム（現代GP）
  - 進化する教養教育と国際化新人材の育成－基礎力活用による中国語コミュニケーション能力育成展開プラン“游”（平成18年度採択）
- 文部科学省　戦略的大学連携支援事業（戦略GP）
  - 地域活性化型知財戦略人材養成手法の高度化及び学際的地域活性化実践研究（平成20年度採択）

代表校：政策研究大学院大学、連携校：高崎経済大学、成蹊大学
- 文部科学省　大学教育・学生支援推進事業（学生支援推進プログラム）
  - 社会人基礎力強化プログラム「キャリアベース」（平成21年度採択）
- 文部科学省　私立大学研究ブランディング事業
  - 学融合的アプローチによる地域共生社会の実装スキームの確立と社会実践（平成29年度採択）

## 学生生活

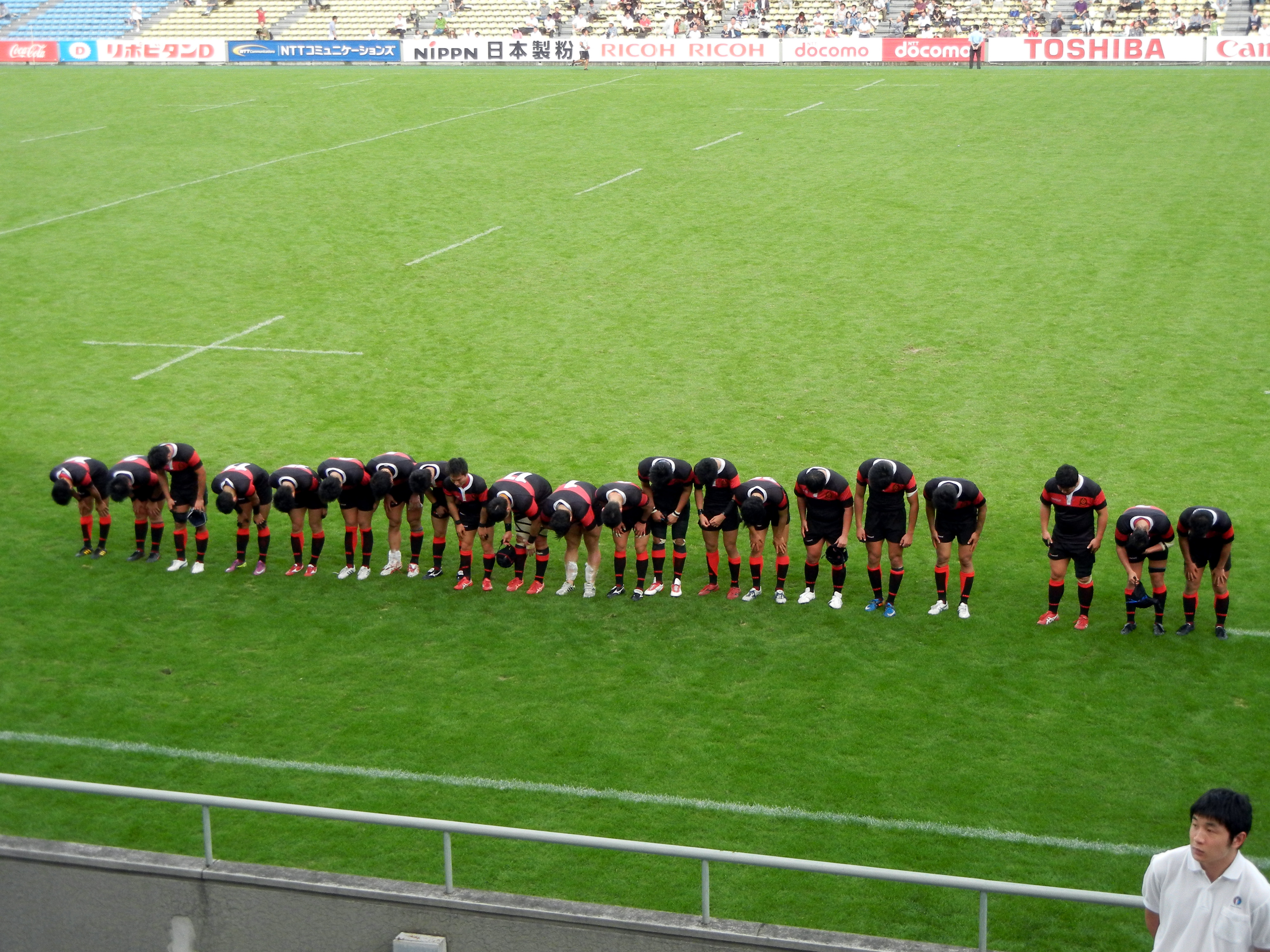
成蹊大学ラグビー部
（2011年10月 帝京大学戦・秩父宮ラグビー場）

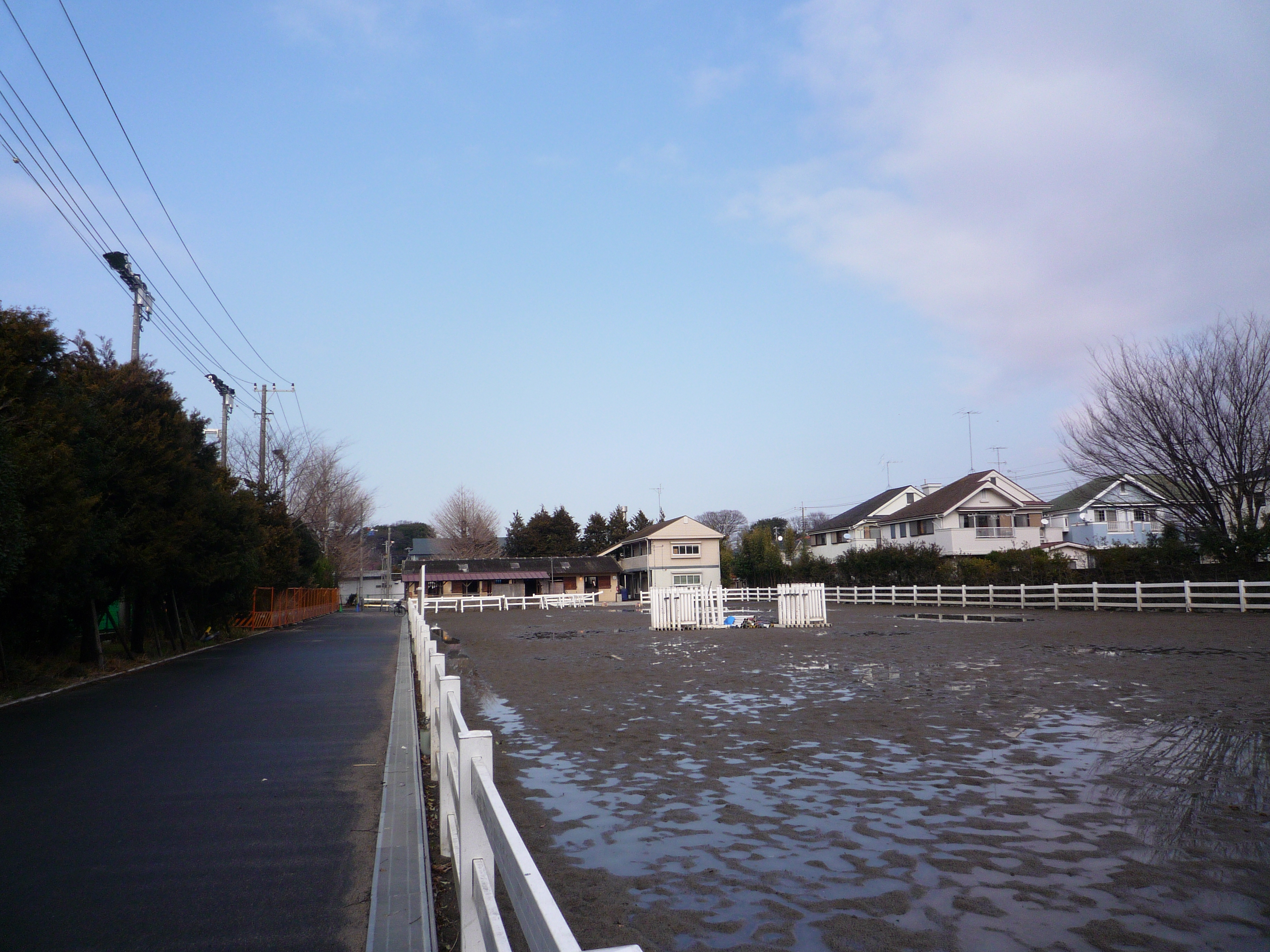
馬術部の馬場

### 部活動・クラブ活動・サークル活動
課外活動を行う団体は、体育会加盟団体、文化会加盟団体、サークルに分かれている。

#### 体育会
- ラグビー部 1923年創部
2007年度 - 2011年度・2013年度に関東大学ラグビー対抗戦Aグループに所属していた。
- 硬式野球部 1949年創部
硬式野球部は、東都大学野球連盟に所属している。元プロ野球選手の野林大樹が2010年よりコーチとして硬式野球部に加入し、2012年春季リーグ終了後に同部監督に就任。
- 陸上競技部 1927年創部
OGにはマラソン選手の早川英里（2012年4月よりTOTO陸上競技部所属）がいる。長距離は、1952年の第28回箱根駅伝大会の本戦に初出場し、総合成績14位という記録を残している。近年では、箱根駅伝予選記録会の標準タイムを突破している。

成蹊大学陸上競技部公式HP　https://seikei-univ-track-and-field.jimdosite.com/
- ラクロス部 1989年創部
女子・男子それぞれの部があり、OBには男子日本代表の池川健・塚田哲也がいる。女子は2012年シーズンから10年ぶりに関東学生リーグ1部昇格。男子は同リーグ1部の常連で、2012年シーズンは2部に降格したが、2013年シーズンから同リーグ1部昇格。
- 馬術部 1925年創部
1925年、旧制成蹊高校馬術部が創部。新制大学移行後の1950年、成蹊大学馬術部が創部される。1959年関東学生1部トーナメントで優勝し、同年に行われた全日本馬場馬術大会準優勝。OBに、影山祐三氏（ローマ・東京五輪出場）と松平正樹氏（東京五輪出場）がおり、2名の五輪出場選手を輩出している。現在、松平正樹は成蹊大学馬術部の監督を務めている。
- 水泳部 1936年創部
女子競泳・男子水球部門があり、特に水球の活躍が目立つ。男子水球は関東学生水球リーグ2部に所属している。2010年度関東学生水球リーグ戦2部で準優勝し、2011年度シーズンは1部に昇格した。2003年から日本学生選手権水球競技（インカレ）に10年連続出場しており、2011年と2012年度日本学生選手権水泳競技大会水球競技では2年連続8位入賞を果たした。
- アーチェリークラブ 1960年創部
1963年全日本アーチェリー大会準優勝。元内閣総理大臣安倍晋三が在籍していた。
- 應援指導部チアリーダー部 1965年創部
「DELPHIS」というチーム名称で活動しており、JAPAN CUPチアリーディング日本選手権大会（1991年第5回大会3位・1992年第6回大会優勝・1993年第7回大会3位・1994年第8回大会準優勝）、全日本学生チアリーディング選手権大会（1991年第3回大会優勝）、全日本選抜チアリーディング選手権大会（1991年準優勝・1993年3位・1995年優勝）などの実績がある。

#### サークル
- アルティメットサークル「リベロス」
1999年、女子チームが成蹊大学サークル創立以来初めての学生日本一（第9回全日本学生アルティメット選手権優勝）となり、2002年の第12回同大会も優勝。2001年、文部科学大臣杯第26回全日本アルティメット選手権では3位となった。男子チームは2003年、第14回全日本学生アルティメット選手権・決勝戦にて中京大学を破り、初優勝を果たした。2009年、第20回同大会準優勝。OGに、2008年世界選手権（バンクーバ）銅メダルの森友紀・宮本えみ里がいる。

- 成蹊大学蕎麦サークル蕎麦道
2019年設立の届出団体。日本で唯一の蕎麦を極める蕎麦のサークル。むさしのFMの出演や活動については成蹊大学新聞にも掲載されたことがある。また、学内でも突出したSNS総フォロワー数を誇る

### 学園祭

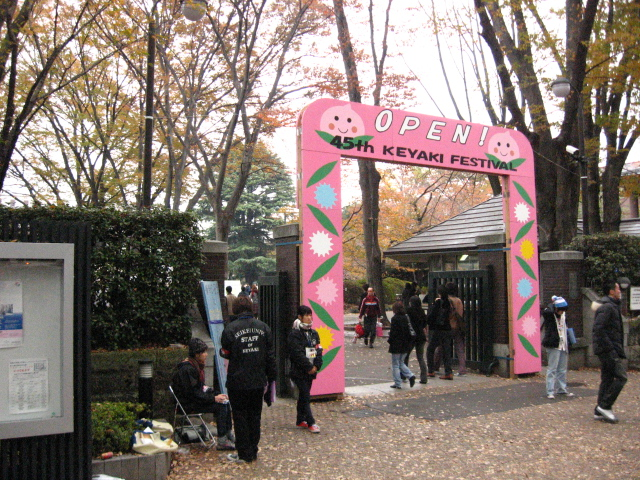
欅祭（2006年撮影）

#### 欅祭
学園祭は、「欅祭」（けやきさい）という名称で11月後半に開催される。宮瀬茉祐子などアナウンサーを生み出している「ミス成蹊コンテスト」や、毎年有名人が出演するトークショーが代表的な出し物。2007年度にはお笑いコンビのますだおかだのトークショーが、2008年度には倉田真由美と、本校の卒業生である石田衣良とによる対談が行われた。また本学園祭は全学生が集う数少ないイベントであるため各学生団体による飲食物販売も盛んで、焼きそばや焼き鳥のような定番食品から、天ぷらの中にアイスクリームを封入した「アイス天ぷら」や、校章にも模られている桃を模した饅頭の「ももくりまん」など独創的なものまで、多岐にわたる食品が調理・販売されている。

#### 桜祭
春には毎年4月の第1日曜日に、学園祭とは違う「桜祭」という成蹊会（同窓会）主催のイベントがある。卒業生・学生・生徒・児童、保護者、武蔵野市民がキャンパスに集って、桜並木の下で交流を図り、親睦を深める。在校生及び卒業生が出店を出し、さまざまなイベントが行われる。

### 主な行事

#### 学内陸上競技大会
1960年に学内体育祭として開催された。通称は「学陸」と呼ばれ、毎年5月に、成蹊学園内にある「けやきグラウンド（400m競技場）」で体育会本部主催によって行われる。100m走、4×100mリレー、8×200mリレー、1500m走、走り幅跳び、走り高跳びなどのトラック・フィールド種目の陸上競技だけでなく、障害物競走、綱引きも行われる。成蹊の学生・教職員であれば誰でも参加でき、体育会や文化会クラブ・サークル・ゼミ・研究室・クラスなどの団体が様々な形で参加して行われる。陸上競技部は本職のため出場はせず、運営という形で携わる。「体育会男子の部」「体育会女子の部」「一般男子の部」「一般女子の部」「ゼミ・研究室」の部門にわかれて競われ、総合優勝を決定する。

#### 学内競漕大会（成蹊レガッタ）
1969年から開催されているイベントで、正式名称は学内競漕大会で、通称が成蹊レガッタ。毎年6月下旬に埼玉県戸田市の戸田公園にある戸田オリンピックボートコースを会場として、クラブ・サークル・ゼミ・研究室・クラスなどから約150の団体が参加する。5人1組のチームを結成すれば参加でき、そこに漕艇部員が1名乗艇する。レースは、ナックルフォアというタイプの艇で行われる。また、陸上トレーニング用シミュレーター（エルゴメーター）でタイムを競う「エルゴメーターレース」も開催されるので、応援などで来場した人も楽しむことができる。

#### 四大学運動競技大会
1950年から毎年続いている伝統のイベントで、旧制高校を前身としている学習院大学・成城大学・武蔵大学の東京四大学対抗による四大学運動競技大会（通称、四大戦）が行われている。主催は各大学の体育会学生団体（成蹊の場合は体育会本部）で、会場校の団体の中に「四大戦実行委員会」が設置される。試合会場は四大学が毎年交代して持ち回りで会場校となり、2011年は成蹊大学で行われ、2012年は武蔵大学、2013年は成城大学、2014年は学習院大学が会場となる。毎年春頃から順次競技（2月頃にスキー競技）を行い、10月の本大会（数日間）で集中して競技を開催する。体育会各団体による正式種目（部によっては日程は別）、誰でも参加できる一般種目（野球、バスケ、テニス、バレーボールなど）、教職員種目の3部門で競われ、さらに正式種目と一般種目の合計得点で総合優勝を決定する。これとは別に、団体得点に関係しないオープン種目がある。なお、一般種目は、体育会の学生も所属部と異なる種目であれば参加できる。2003年は成蹊大学が24年ぶりに総合優勝した。各一般サークルは四大戦を最大目標とする団体が多く、盛り上がりをみせる。

## 大学関係者

### 大学関係者組織
- 学校法人成蹊学園が設置する学校全体の同窓会として成蹊会（社団法人）がある。

## 施設

### 吉祥寺キャンパス
※成蹊学園キャンパスは、2011年度グッドデザイン賞（土木・環境整備・地域開発・都市デザイン）を受賞した。
- 所在地：東京都武蔵野市吉祥寺北町3-3-1
- 使用学部：全学部
- 使用研究科：全研究科
- 敷地面積：166,397.63㎡
- 交通アクセス：
  - 吉祥寺駅より徒歩約15分、または北口より関東バスで約5分（成蹊学園前下車）
  - 西武柳沢駅南口より関東バスで約20分（成蹊学園前下車）
  - 武蔵関駅より成蹊中学・高等学校まで徒歩約20分

#### ケヤキ並木

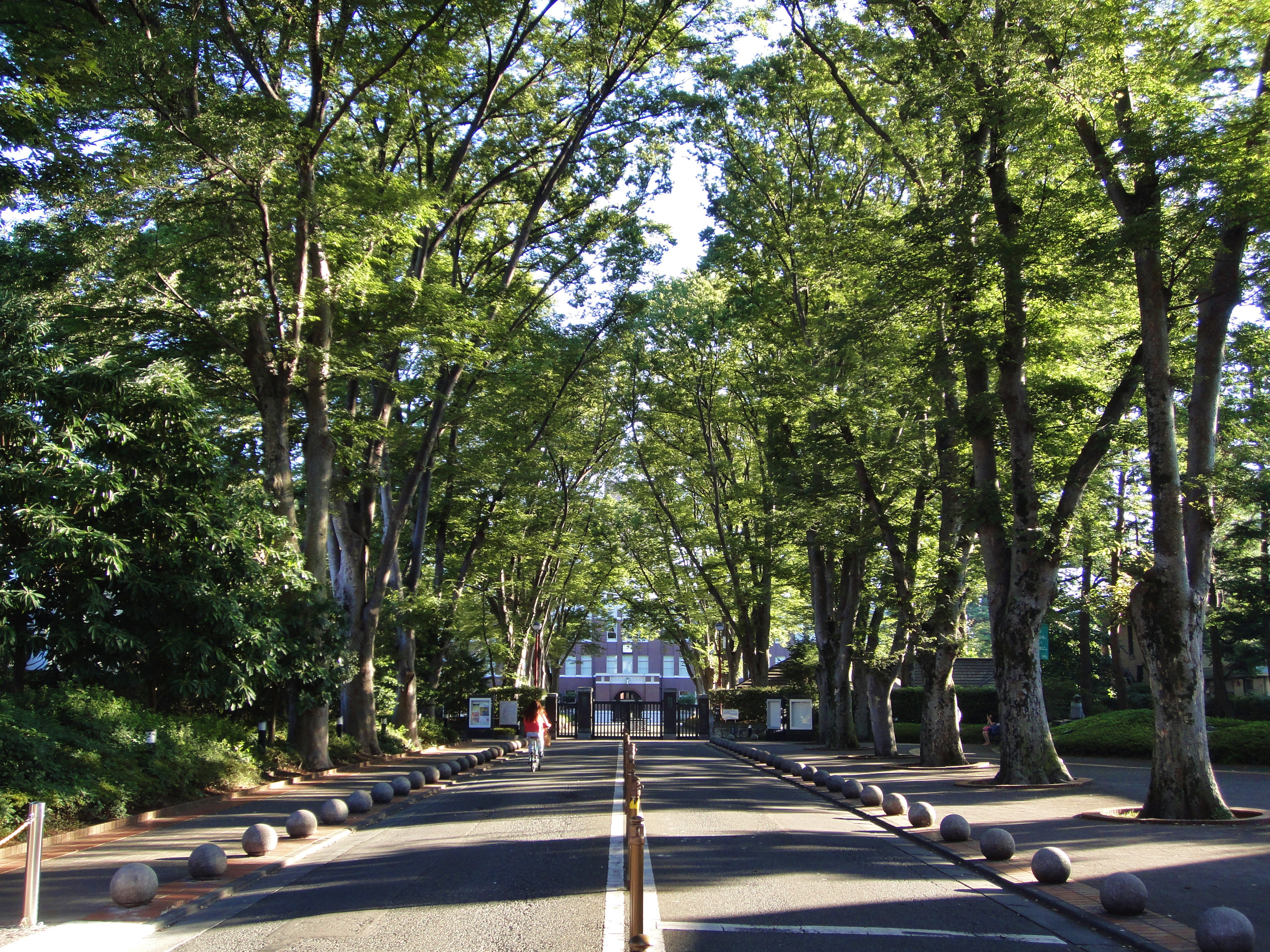
成蹊学園ケヤキ並木

成蹊学園が池袋から吉祥寺に移転した後、1924年（大正13年）に植樹された欅並木で、樹齢は100年を超える。ケヤキ並木は、五日市街道から本館まで、さらに学園正門から中学・高校に至る道筋の約600メートルに100本以上が植樹されている。成蹊学園のケヤキ並木は、以下の3つに選定・指定されている。
- 武蔵野市指定天然記念物（1971年）
- 東京都・「新東京百景」（1982年）
- 環境庁・「残したい日本の音風景100選」（1996年）

2017年には「けやき循環プロジェクト」を開始し、1日の2トンにもなる落ち葉を資源とし、サステナビリティー（持続可能性）教育の場として活用されている。

### 校内施設
成蹊学園の約27万平方メートルの敷地のうち、成蹊大学・大学院の敷地が約18万平方メートルとなっている。小学校から大学院までワンキャンパスで過ごす。野球・サッカー・ラグビー・陸上競技・ハンドボール等の専用グラウンドを同じ敷地に保有している。

#### 建物

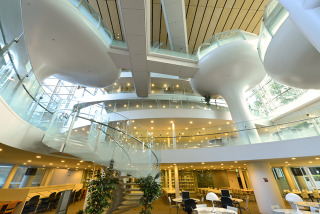
図書館

- 正門、西門、東門
- 本館
成蹊学園が池袋から吉祥寺に移転した年の1924年10月に竣工、桜井小太郎制作。現在も成蹊を象徴する建物として現存している。本館の中央部の2・3階部分に吹き抜けの大講堂がある。2階が入り口で、内部前方は3階部分まで吹き抜けで定員は約450席。後方3階部分はギャラリー席になっていて、大学や系列の学校の入学式など行事で使用されている。
- 大学1号館 - 14号館
理工学部エリア（11号館・12号館・13号館）を再開発し、2024年秋に「新11号館」が完成。
- 大学西1号館（法科大学院）
2004年3月に竣工した4階建ての法科大学院棟で、本キャンパスから独立している。裁判所の法廷そのものを模した模擬法廷や、専門書を備えた専用図書室がある。
- 成蹊大学情報図書館
創立100周年記念事業の一環として2006年6月竣工した図書館で、2008年度グッドデザイン賞を受賞した。デザイン・設計は、OBの坂茂。構造は地上5階・地下2階で、地下部分には自動書庫（72万冊収蔵可能）がある。ガラス壁で仕切られた個室デスクがあり、収蔵可能冊数は約130万冊である。
- 学生会館
学生会館1階が第1学生食堂で、2階には喫茶室がある。2001年9月には、学生会館北側に隣接する教職員食堂を第2学生食堂（176席）に改めた。また、2階に紀伊國屋書店ブックセンターがある。ほかに、理容室・学生会議室・和室・談話室がある。
- トラスコンガーデン
カフェテリアで、ファミリーマート、自動販売機などがある。トラスコンは、建物の一部がTRUSCON STEEL COMPANY（アメリカ・オハイオ州）より輸入された鋼材で建てられたことに由来する。成蹊学園が池袋から吉祥寺に移転した1924年に、屋内運動場として「トラスコン」が竣工した。旧制成蹊高校・籠球部（バスケットボール部）は1931年の第10回全日本籠球選手権大会（現・全日本総合バスケットボール選手権大会）において、高校生ながら大学を含む強豪チームを破り、全国制覇の快挙を成し遂げた。戦時中の1944年6月には、ここに「三菱電機成蹊工場」が開設され、勤労動員された旧制成蹊高校の生徒達がレシーバーの組立て作業に従事した。 戦後は体育館として1993年4月まで使用され、同年9月にカフェテリアへと用途を変え、「トラスコンガーデン」としてオープンした[15]。
- 学園史料館
- 国際交流会館
留学生・外国人客員研究員・日本人学生・教職員や地域の人々との国際交流を行う目的で建てられた施設で、留学生などの学生用宿泊室25室、客員研究員宿泊室8室、ラウンジ、多目的室、和室などがある。
- 成蹊学園健康支援センター（大学保健室）
2階建ての施設で、健康診断・応急処置・カウンセリングなど健康に関する業務を行っている。
- 守護所
- 西部室
グラウンド近くに4棟ある建物で、部室のほかに、浴室・シャワー室・合宿所・音楽練習室がある。西部室3号棟には、柔道場もある。
- 蹊ハウス
学生、教職員、卒業生、父母等の集会施設となっている。

#### 校内運動施設

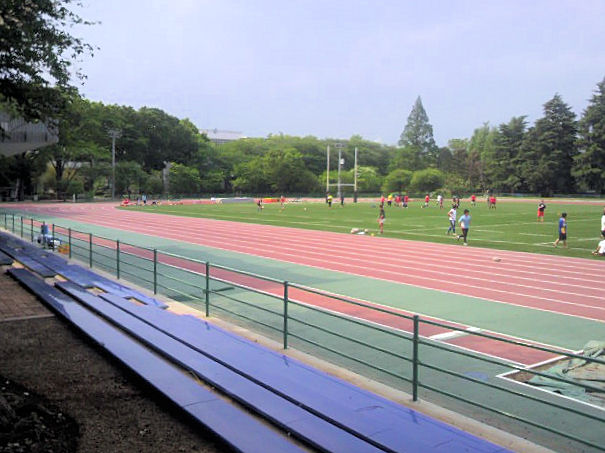
けやきグラウンド（400m競技場）

- 体育館3つ（大学体育館、南体育館、小体育館）
  1. 大学体育館 - スポーツ実習科目や部活動などの体育関連だけでなく、入学式や学位授与式などの大学式典でも使用される。
  2. 南体育館 - 3階建ての武道場となっていて、剣道部・空手道部・レスリング部等が使用している。
  3. 小体育館 - 授業やボクシング部・チアリーダー部等の部活動で使用され、授業時間外の学生への貸し出しも行われている。
- 屋外プール2つ（南プール、北プール）
  1. 南プール - 水深が2mあるため、主に水球で使用する。東日本水球リーグの会場としても使用される。
  2. 北プール - 主に競泳で使用する。競泳は夏は北プール、冬は成蹊小学校の室内プールを借りて活動している。

※この2つ以外に、成蹊小学校体育館地下に可動床を備える温水プールがある。

- けやきグラウンド（400m競技場）
陸上競技、ラグビー、サッカーの公式試合が可能で、約1200名収容可能な観客席がある。2009年春から創立100周年記念事業（環境整備事業）として、インフィールドの人工芝化、トラックのウレタン舗装、照明施設の増設とスタンドの改修・増設工事をして、2009年12月に竣工した。授業のほか部活動や試合、四大戦などで使用されている。2009年の改修工事では、日本陸上競技連盟公認に準拠して、砲丸投げ・走り幅跳び・走り高跳び・棒高跳びなどのエリアが整備された（公認は取得していない）。インフィールドは、ラグビー・サッカーの公式戦ができるよう、公認規則に適合した縦100m・横69mとし、ロングパイル人工芝（フィールドターフ）を敷設した。
- 野球場 - 両翼90m・中堅115mで、外野が天然芝になっている。
- サッカー場（人工芝）
- ハンドボールコート（人工芝）
- アーチェリー射場
- 弓道場 - 最高8的かけられる。
- 馬場（本校の厩舎には、2013年現在、11頭の馬を保有）
- テニスコート（11面・一部を人工芝コートに改修）
- バレーボールコート
- 卓球場
- 柔道場（西部室3号棟にある）

### 学外施設

#### サテライトオフィス
- 成蹊サテライト・オフィス
東京都千代田区丸の内に、2006年からサテライトオフィスが開設された。法科大学院生向け授業のインターネット視聴、2013年からは大学3年次生・大学院1年次生を対象に、産学連携の人材育成プログラムである「丸の内ビジネス研修」の研修場所として使われている。

#### 学園寮
- 成蹊学園箱根寮
神奈川県足柄下郡箱根町にある敷地面積約21万平方メートルの学園寮。1943年、当時の学園理事長・岩崎小弥太から三菱財閥創業者一族・岩崎家のゴルフ場だった元箱根の土地6.3万坪の寄贈を受け、1944年には空襲の危険を避けるため「成蹊疎開学園」を開設し、小学校児童を疎開させた。現在の箱根寮は1992年に新築され、和室14室、テニスコート2面などがあり、教育・研修・懇親のために利用されている。
- 成蹊学園虹芝寮（こうしりょう）
群馬県利根郡みなかみ町、谷川岳のふもと、芝倉沢近くにある2階建ての宿泊定員30名の山小屋。1932年、旧制成蹊高校の旅行部（今の山岳部）の学生たちの手により完成した。現在も山岳部や登山家、研究者に利用されている。

※千葉県館山市波左間にあった「波左間寮」は2002年9月30日をもって、長野県山ノ内町平穏にあった「志賀高原寮」は2002年7月31日をもって閉寮となった。

### 合宿所
- 成蹊学園戸田艇庫（兼合宿所）
埼玉県戸田市戸田公園にあり、戸田ボートコースを臨む艇庫で、主に漕艇部や学校行事（成蹊レガッタ）で使用している。2階が居住部分、1階が艇庫になっている。付近には22大学の艇庫が集まっており、多くの選手が合宿生活をしている。
- 成蹊学園八景島ヨットマリーナ（八景島合宿所）
神奈川県横浜市金沢区「横浜・八景島シーパラダイス」の八景島マリーナ（社団法人横浜港振興協会が管理・運営）内にあり、成蹊大学ヨット部の合宿所・艇庫を備えている。現在、12大学のヨット部が共同で利用している。

## 登録有形文化財

### 濵家住宅西洋館

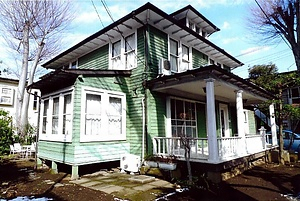
濵家住宅西洋館

- 武蔵野市吉祥寺北町3丁目の成蹊学園近くの住宅地の一角にある「濵家住宅西洋館（はまけじゅうたくせいようかん）」は、2010年9月に国の登録有形文化財（建造物）に登録された。武蔵野市内では初めての登録となる。この建物は、大正末期の1919年 - 1925年に成蹊学園がアメリカで製造されたツーバイフォー規格の建材を輸入し建てた木造2階建、寄棟造スレート葺、建築面積141㎡のプレファブ住宅。この建物の計画中の1923年には関東大震災が起きており、成蹊学園では地震に強い住宅としてこのツーバイフォー構法の建物を建築したとも推測されている。建築当時は旧制成蹊高校の学生寮「有定寮」として使われていたが、1932年に濱徳太郎が購入したため、現在は成蹊学園の所有物ではない。[16]

当時の学園内には同じ様式の洋館が合計4棟建てられた。旧制高等学校の成蹊4寮といわれた静専寮（現・小学校の南側）、守之寮（現・第一職員住宅の位置）、操要寮（現・西部室の位置）、有定寮（現・西部室西側）で、後に操要寮は牽引され保健管理センターとして使用されたが、老朽化のため2000年に解体された。

## 対外関係

### 地方自治体との協定
- 武蔵野市と包括的連携協定を締結（2014年4月4日締結）
双方の課題と資源を突き合わせ、地域の新たな価値を生み出すための連携強化。

### 関係校
- 旧制七年制高等学校
旧制七年制高等学校の流れを汲む「成蹊・成城・武蔵・甲南」および旧制七年制高等学校相当の教育機関であった旧制学習院高等科を母体に設置された学習院大学とは現在でも関係が深い。その中でも在京の4大学（成蹊、学習院、武蔵、成城）に関しては東京四大学というグループを形成している。
  - 学習院大学
  - 武蔵大学
  - 成城大学
  - 甲南大学（兵庫県）

- リベラルアーツ5学園
成蹊・学習院・武蔵・成城・甲南の5大学からなる「リベラルアーツ5学園」は旧制高等学校をルーツに持ち、総合的な人間力を養う"リベラルアーツ"の伝統を受け継ぎ、現代に発展させてきた5つの学園で毎年「リベラルアーツ5学園進学相談会in大学フェア」を毎年合同で開催している。当日は、各大学の職員や現役大学生が応じる「大学個別相談ブース」や、受験勉強法や大学での学びなどについて現役大学生に気軽に相談できる「在学生相談コーナー」のほか、「総合学習相談コーナー」「進路カウンセリングコーナー」「資料配布コーナー」などを設置する[18]。
  - 学習院大学
  - 武蔵大学
  - 成城大学
  - 甲南大学

### 他大学との協定
- 西南学院大学と包括連携協定を締結[19]
- 武蔵野地域5大学単位互換制度
  - 亜細亜大学、東京女子大学、日本獣医生命科学大学、武蔵野大学と単位互換協定を結んでおり、各大学で提供されている科目を卒業単位として履修できる。
- 学術・文化・産業ネットワーク多摩
  - 東京都立大学、電気通信大学、法政大学、中央大学、桜美林大学、杏林大学、玉川大学、白百合女子大学など多数ある会員大学・短大のいずれかの大学で提供されている科目を、本学の単位として、修得した単位の認定を受けることが可能。

### 他大学院との協定
- 単位互換協定
  - 文学研究科
    - 3専攻共通…成城大学、武蔵大学、東京女子大学
    - 日本文学専攻…青山学院大学、実践女子大学、中央大学
    - 社会文化論専攻…東京外国語大学、千葉大学、都留文科大学、茨城大学、埼玉大学、上智大学、法政大学、立教大学、明治大学、中央大学、明治学院大学、日本女子大学、武蔵大学、東洋大学、駒澤大学、専修大学、創価大学、流通経済大学、立正大学、大妻女子大学、淑徳大学、東京国際大学、常磐大学

### 海外留学

#### 協定校（長期・中期・短期留学）
詳しくは、留学・協定校一覧 を参照。
- イギリス
  - ケンブリッジ大学
  - エディンバラ大学
- スペイン
  - アルカラ大学
  - サンティアゴ・デ・コンポステラ大学
- ドイツ
  - ボン大学
  - ハイデルベルク大学
  - ミュンヘン大学
- フランス
  - リヨン第三大学
- アイルランド
  - ダブリンシティ大学
- イタリア
  - ヴェネツィア大学
- ノルウェー
  - ベルゲン大学
- アイスランド
  - アイスランド大学
- オーストラリア
  - グリフィス大学
  - モナシュ大学
  - マードック大学
  - クイーンズランド大学
- ニュージーランド
  - オークランド大学
- アメリカ合衆国
  - アメリカン大学
  - ウェスタン・ワシントン大学
  - メンフィス大学
- カナダ
  - ビクトリア大学
  - ニューファンドランドメモリアル大学
- 中国
  - 同済大学
  - 復旦大学
  - 北京大学
  - 広東外語外貿大学
  - 上海交通大学
  - 華東政法大学
- 韓国
  - 高麗大学
  - 梨花女子大学
- タイ
  - チェンマイ大学
- マレーシア
  - アジアパシフィック大学

#### JSAFプログラム（長期・中期留学）
- カリフォルニア州立大学チコ校・イーストベイ校・ノースリッジ校・サンバーナーディーノ校（アメリカ）
- コロラド州立大学（アメリカ）
- インディアナ州立大学（アメリカ）
- インディアナ大学ブルーミントン校（アメリカ）
- マイアミ大学（アメリカ）
- モンタナ州立大学（アメリカ）
- オレゴン州立大学（アメリカ）
- アーカンソー大学フェイエットビル校（アメリカ）
- コロラド大学ボルダー校（アメリカ）
- ノーステキサス大学（アメリカ）
- オレゴン大学（アメリカ）
- バーモント大学（アメリカ）
- アリゾナ大学（アメリカ）
- ミネソタ大学ツインシティー校（アメリカ）
- ロンドン大学クイーンメアリー（イギリス）
- ニューカッスル大学（イギリス）
- ブリストル大学（イギリス）
- イースト・アングリア大学（イギリス）
- クイーンズ大学ベルファスト（イギリス）
- ダブリン大学トリニティカレッジ（アイルランド）
- ユニバーシティ・カレッジ・ダブリン（アイルランド）
- フリンダース大学（オーストラリア）
- サラマンカ大学（スペイン）
- ブリティッシュコロンビア大学（カナダ）

など40以上の大学。

#### 認定留学（長期留学）
- 自分の学びたい海外の大学を自由に選べる留学制度。学部での承認を受けると「留学」扱いとなり、休学せずに半年または1年間（最大2年まで）留学することができる。留学先で修得した単位は最高60単位まで卒業所要単位として認められるため、4年間で卒業することも可能。

## 社会との関わり

### 社会的評価（格付け）
- 2003年以来、成蹊学園は国内の大手格付会社である格付投資情報センター（R&I）から長期優先債務格付け「AA-」という高い格付けを取得しており、収支や財務の安定性を評価されている。「AA-」は21段階ある格付けの上から4番目で、これは三菱商事・三井物産・住友商事・三菱東京UFJ銀行・三井住友銀行などの企業と同格に当たる（2013年現在）。[20]

### 環境マネジメントシステム
- 成蹊学園は2008年11月27日、吉祥寺のキャンパスを対象範囲として、国際環境管理・監査規格である環境ISO（ISO 14001）の認証を取得した。「成蹊学園環境委員会」が設置され、キャンパス内の環境負荷の低減・省エネルギー・省資源に取り組み、学生への環境教育、環境問題に関する研究活動の充実に努め、環境保全に貢献できる人材の育成と学術研究の推進を行っている。[21]

## 企業からの評価

### 出世力
ダイヤモンド社の2006年年9月23日発行のビジネス誌「週刊ダイヤモンド」94巻36号（通巻4147号）「出世できる大学」と題された特集の出世力ランキング（日本の全上場企業3,800社余の代表取締役を全調査）で、同大学は、2006年時点で存在する744大学中第22位にランキングされた。

## 系列校
学校法人成蹊学園の設置する諸教育機関は大学附属ではなく、系列教育機関という位置付けであるため、この欄にまとめた。
- 成蹊中学校・高等学校
- 成蹊小学校